# Trzebiebor
Trzebiebor – staropolskie imię męskie. Składa się z członów: Trzebie- ("czyszczenie, trzebienie, ofiara") i -bor ("walka"). Mogło oznaczać "tego, kto trzebi szeregi wroga".